# Prova di memoria
Prova di memoria è un film del 1992 diretto da Marcello Aliprandi.
Girato interamente a Praga, è un mistery/thriller dai numerosi rimandi letterari e cinematografici. Prodotto dallo stesso Aliprandi, è interpretato da Franco Nero e Karin Giegerich. Il film è uscito nelle sale italiane nel luglio del 1993. All'estero è circolato col titolo inglese Crimson Dawn, mentre in Brasile è uscito come Madrugada de sangue.

## Trama
Lo scrittore Paul Herzog torna a Praga, città dove 15 anni prima aveva involontariamente causato la morte di una donna, Annelise: un suicidio d'amore che ancora lo tormenta e lo angoscia. Imbattutosi casualmente in un quadro che rappresenta tale e quale Annelise, l'uomo scopre che la donna del ritratto altro non è che Clarissa, sorella minore della defunta. Quando intorno a lui hanno inizio una serie di morti violente, Herzog comincia un'indagine e scopre l'esistenza di una misteriosa organizzazione che sta eliminando tutti i possibili testimoni del suicidio di Annelise. Deciso ad andare fino in fondo, rimarrà invischiato in una ragnatela in cui passato e presente, memoria e immaginazione, si fondono pericolosamente.

## Giudizi critici
All'uscita nelle sale il film venne accolto dalla critica in maniera discordante.
Tullio Kezich recensisce il film positivamente in un articolo su Il Corriere della Sera, parlando di "un clima di avventura del pensiero" e notando che il regista "facendo leva sul prestigio attoriale di Franco Nero, [...] si destreggia fra tentazioni intellettuali e le scadenze obbligate del thrilling."
Su Il Giorno, Morando Morandini afferma che "Aliprandi, regista della generazione di mezzo che pratica la contaminazione dei generi, ha girato un film difficile da classificare, in bilico tra 'nero' e 'mystery' con risvolti da 'horror', un retroterra di racconto politico-spionistico e una spessa dimensione cinematografica, cioè di riflessione cinema su cinema."
Roberto Escobar de Il Sole 24 ore è invece assai critico, accusando Aliprandi e la co-sceneggiatrice Viviana Girani di "ingenuità" e di aver "abusato senza pudore delle risonanze kafkiane offerte dalla città di Praga".